# 10. ceremonia wręczenia Złotych Globów
10. ceremonia wręczenia Złotych Globów odbyła się 26 lutego 1953 w Ambassador Hotel w Los Angeles.

## Laureaci i nominowani
Laureaci nagród wyróżnieni są wytłuszczeniem

### Najlepszy film dramatyczny
- Największe widowisko świata
- Wróć, mała Shebo
- Szczęśliwy czas
- W samo południe
- Złodziej

### Najlepszy film komediowy lub musical
- Z pieśnią w sercu
- Hans Christian Andersen
- Zobaczę Cię we śnie
- Deszczowa piosenka
- Stars and Stripes Forever

### Najlepsza aktorka w filmie dramatycznym
- Shirley Booth – Wróć, mała Shebo
- Olivia de Havilland – Moja kuzynka Rachela
- Joan Crawford – Sudden Fear

### Najlepsza aktorka w filmie komediowym lub musicalu
- Susan Hayward – Z pieśnią w sercu
- Ginger Rogers – Małpia kuracja
- Katharine Hepburn – Pat i Mike

### Najlepszy aktor w filmie dramatycznym
- Gary Cooper – W samo południe
- Charles Boyer – Szczęśliwy czas
- Ray Milland – Złodziej

### Najlepszy aktor w filmie komediowym lub musicalu
- Donald O’Connor – Deszczowa piosenka
- Danny Kaye – Hans Christian Andersen
- Clifton Webb – Stars and Stripes Forever

### Najlepsza aktorka drugoplanowa
- Katy Jurado – W samo południe
- Gloria Grahame – Piękny i zły
- Mildred Dunnock – Viva Zapata!

### Najlepszy aktor drugoplanowy
- Millard Mitchell – My Six Convicts
- Gilbert Roland – Piękny i zły
- Kurt Kasznar – Szczęśliwy czas

### Najlepszy reżyser
- Cecil B. DeMille – Największe widowisko świata
- Richard Fleischer – Szczęśliwy czas
- John Ford – Spokojny człowiek

### Najlepszy scenariusz
- Michael Wilson – Kryptonim Cicero
- Carl Foreman – W samo południe
- Clarence Greene, Russell Rouse – Złodziej

### Najlepsza muzyka
- Dimitri Tiomkin – W samo południe
- Miklós Rózsa – Ivanhoe
- Victor Young – Spokojny człowiek

### Najlepsze czarno-białe zdjęcia
- Floyd Crosby – W samo południe
- Hal Mohr – The Four Poster
- Sam Leavitt – Złodziej

### Najlepsze kolorowe zdjęcia
- George Barnes, J. Peverell Marley – Największe widowisko świata

### Najlepszy kobiecy debiut
- Colette Marchand – Moulin Rouge
- Katy Jurado – W samo południe
- Rita Gam – Złodziej

### Najlepszy męski debiut
Richard Burton – Moja kuzynka Rachela
- Aldo Ray – Pat i Mike
- Robert Wagner – Stars and Stripes Forever

### Film promujący międzynarodowe zrozumienie
- Anything Can Happen
- Assignment: Paris
- Ivanhoe

### Nagroda Henrietty
- Susan Hayward
- John Wayne

### Nagroda im. Cecila B. DeMille’a
- Walt Disney

### Nagroda Specjalna
- Brandon De Wilde
- Francis Teller